# 河瀨直美
河瀨 直美（かわせ なおみ、1969年5月30日 - ）は、日本の映画監督。奈良県奈良市出身・在住。平城遷都1300年記念事業協会評議員。なら国際映画祭エグゼクティブディレクターを務める。メディア等では河瀬 直美とも表記される。

## 経歴
奈良県奈良市紀寺町出身。奈良市立一条高等学校卒業。中学時代にバスケットボールを始め、高校在学中はバスケットボール部キャプテンとして国体出場経験を持つ。大阪写真専門学校映画科卒業。
大阪写真専門学校卒業後、同校の講師を務めながら、8mm作品『につつまれて』（山形国際ドキュメンタリー映画祭国際批評家連盟賞受賞）や『かたつもり』（山形国際ドキュメンタリー映画祭奨励賞受賞）を制作し注目を集める。実父と生き別れ実母とも離別し、母方の祖母の姉に育てられた自らの特殊な境遇から制作された作品の独自性が評価されたものだった。1996年に退職、奈良に個人事務所兼制作プロダクション「有限会社組画」を設立。1997年、初の35mm作品であると同時に最初の商業作品として制作された『萌の朱雀』にて、第50回カンヌ国際映画祭カメラ・ドール（新人監督賞）を史上最年少（27歳）で受賞。また芸術選奨新人賞受賞。その直後に同作品のプロデューサーを務めた仙頭武則と結婚し、活動も「仙頭直美」名義となったが、のちに離婚し河瀨姓に戻した。再婚後の2004年に第1子（長男）を出産。2007年、第60回カンヌ国際映画祭にて『殯の森』がグランプリを受賞。同作品は劇場公開前の2007年5月29日（グランプリ受賞の2日後）にNHK BS-hiの『ハイビジョン特集』にて放送された。また、同賞を受け、奈良県民栄誉賞を受賞。同年10月には山形国際ドキュメンタリー映画祭のインターナショナル・コンペティション部門で『垂乳女』が特別賞を受賞した。
2009年、第62回カンヌ国際映画祭で、映画祭に貢献した監督に贈られる「黄金の馬車賞」を、女性、アジア人として初めて受賞した。2013年、第66回カンヌ国際映画祭コンペティション部門の審査員に選出。日本人では、1996年にデザイナーの石岡瑛子が務めて以来、17年ぶり。映画監督では初。2014年、第12回ウラジオストク国際映画祭にて『2つ目の窓』がグランプリ（Best Feature Award）を受賞。2015年、フランス芸術文化勲章シュヴァリエ章を、日本人女性映画監督として初めて受章。同年、『あん』が第68回カンヌ国際映画祭「ある視点」部門のオープニング作品に決まる。2016年、第69回カンヌ国際映画祭の短編コンペティション部門と、学生作品を対象としたシネフォンダシオン部門の審査委員長に就任。2017年、『光』が第70回カンヌ国際映画祭コンペティション部門に出品され、エキュメニカル審査員賞を受賞した。同部門での受賞は日本人女性監督としては、初の受賞となった。
2018年10月、2020年東京オリンピックの公式記録映画の指揮（監督）に決定された。2020年7月13日、2025年大阪・関西万博テーマ事業プロデューサーに就任シニアアドバイザーも兼務。2021年6月4日、バスケットボール女子日本リーグ会長就任。地元の男子プロバスケットボールクラブであるバンビシャス奈良のファンクラブ名誉会員でもある。同年11月26日、日本女性初の国連教育科学文化機関（ユネスコ）の親善大使に就任した。同年12月10日、国際芸術祭「あいち2022」のアンバサダーに就任した。2022年4月12日、日本武道館で行われた東京大学の入学式で来賓として祝辞を述べた。同年5月、2020年東京オリンピックの公式記録映画が第75回カンヌ国際映画祭で上映された。同年5月30日、フランス政府より芸術文化勲章 オフィシエ章を授与された。2025年日本国際博覧会（大阪・関西万博）に河瀨直美シグネチャーパビリオン「Dialogue Theater - いのちのあかし - 」がオープン。

## 主な受賞歴
- 第50回カンヌ国際映画祭 カメラ・ドール（新人監督賞）（『萌の朱雀』）
- 第26回ロッテルダム国際映画祭 国際批評家連盟賞（『萌の朱雀』）
- ベルギー王立フィルム・アーカイヴ（『萌の朱雀』）
- 第21回山路ふみ子福祉賞（『萌の朱雀』）
- 第12回高崎映画祭 若手監督グランプリ（『萌の朱雀』）
- 第47回芸術選奨 文部大臣新人賞（『萌の朱雀』）
- 第53回ロカルノ国際映画祭 国際批評家連盟賞・ヨーロッパ国際芸術映画連盟賞
- 第3回ブエノスアイレス国際映画祭 最優秀撮影監督賞
- 第60回カンヌ国際映画祭 グランプリ（審査員特別大賞）（『殯の森』）
- 奈良県民栄誉賞
- エストニア/タリンブラックナイツ国際映画祭 NETPAC賞（最優秀アジア映画賞）
- マケドニア国際映画祭 観客賞・市長賞
- 第22回高崎映画祭 最優秀監督賞
- Time for Peace Asian Film Award
- 第62回カンヌ国際映画祭 金の馬車賞
- 第12回ウラジオストク国際映画祭 グランプリ
- フランス芸術文化勲章 シュヴァリエ章
- 第60回バリャドリード国際映画祭 最優秀監督賞
- 2015年度全国映連賞 監督賞（『あん』）
- 第45回報知映画賞 監督賞（『朝が来る』）[27]
- 第75回毎日映画コンクール 監督賞（『朝が来る』）[28]
- 第44回日本アカデミー賞 優秀監督賞（2021年、『朝が来る』）[29]

## 主な監督作品
- につつまれて（1992年）
- 白い月（1993年）
- かたつもり（1994年）
- 天、見たけ（1995年）
- 陽は傾ぶき（1996年）
- 萌の朱雀（1997年）
- 杣人物語（1997年）
- 万華鏡（1999年）
- 火垂（2000年）[30][31]
- きゃからばあ（2001年）
- 追臆のダンス（2002年）
- 沙羅双樹（2003年）
- 影-Shadow（2004年）
- 垂乳女〜TARACHIME〜（2006年）
- 殯の森（2007年）
- 七夜待（2008年）
- 狛-Koma（2009年）
- 美しき日本・奈良 （日本アーカイブス）（2010年 - ）
- 玄牝 -げんぴん-（2010年）
- 朱花の月（2011年）
- 塵 (2012年)
- 2つ目の窓（2014年）
- あん（2015年）
- 光（2017年）[32]
- パラレルワールド（2017年）
- Vision（2018年）
- 朝が来る（2020年）
- 東京2020オリンピック (映画) SIDE:A（2022年）[33]
  - 東京2020 オリンピック SIDE:B（2022年）

### インターネットムービー
- 主人公は君だ!（2007年）
- つながりゆくもの（2009年）
- Nippon Archives「美しき日本」（2010年）
- Miu Miuショートフィルムプロジェクト・女性たちの物語「SEED」（2016年）[34]

### ミュージック・ビデオ
- JUDY AND MARY「PEACE -strings version-」（2001年）
- 宇多田ヒカル「桜流し」（2012年）
- 秦基博「水彩の月」（2015年）

## 主な出演作品

### 映画
- ラブ&ポップ（1998年、監督：庵野秀明） - ナレーション
- デストロイ・ヴィシャス（2011年、監督：島田角栄） - 喫茶店主人 役
- 冴え冴えてなほ滑稽な月（2013年、監督：島田角栄） - SMの女王　役
- 静かな雨（2020年、監督：中川龍太郎） - こよみの母 役

### テレビドラマ
- 山田孝之のカンヌ映画祭 第6話・7話（2017年、監督：山下敦弘・松江哲明） - 本人役

### テレビ番組
- NHK教育テレビ『未来潮流』〜映画監督・河瀬直美の「リアル」を探して（1997年7月26日）
- TBS『いのちの響』（1997年11月2日）
- NHK教育『ETV2001 「逆境からの出発」（3）-生きたいから撮る～映画監督・河瀬直美－』（2001年5月23日）
- 毎日放送『真珠の小箱』（2001年6月3日）
- NHK『クローズアップ現代』（2007年6月5日）
- テレビ朝日『ナツメのオミミ』（2012年5月26日）
- TBS『情熱大陸』（2015年8月2日）

### ラジオ番組
- α-station『UNDER THE TREES』